# Obornjača (okręg północnobacki)
Obornjača (cyr. Оборњача) – wieś w Serbii, w Wojwodinie, w okręgu północnobackim, w gminie Bačka Topola. W 2011 roku pozostawała niezamieszkana.